# Anny Rüegg
Pour les articles homonymes, voir Ruegg.
Anny Rüegg, née en 1912 à Coire et décédée le 1er mai 2011 à Zurich, est une skieuse alpine suisse. Elle met fin à sa carrière en 1936 à quelques jours des Jeux olympiques à la suite d'un accident de ski.

## Palmarès

### Championnats du monde
| Épreuve / Édition          | Descente | Slalom | Combiné |
| -------------------------- | -------- | ------ | ------- |
| Mondiaux 1933 Innsbruck    | 20e      | 25e    | 20e     |
| Mondiaux 1934 Saint-Moritz | Or       | 18e    | Bronze  |
| Mondiaux 1935 Mürren       | Bronze   | Or     | Argent  |

### Arlberg-Kandahar
- Vainqueur du Kandahar 1935 à Mürren
  - Vainqueur de la descente 1935 à Mürren
  - Vainqueur du slalom 1935 à Mürren